# 1996年最高裁判所裁判官国民審査
1996年最高裁判所裁判官国民審査（1996ねんさいこうさいばんしょさいばんかんこくみんしんさ）は、1996年（平成8年）10月20日に第41回衆議院議員総選挙と共に執行された最高裁判所裁判官国民審査。

## 総論
9人の最高裁判所裁判官に対して国民審査が行われ、全員罷免しないとされた。投票率は57.56%であった。
1996年8月に沖縄代理署名訴訟で基地問題について沖縄県に不利な最高裁判決が出た影響で、沖縄県で反戦地主や弁護士団体などが審査対象裁判官の全員に罷免を求める運動を展開したことで、沖縄県で全国と比較して罷免要求率が高くなった。沖縄県の中では、国頭村、城辺町、北中城村、与那原町、仲里村では全9人の裁判官が5割を上回る罷免要求率となり、恩納村では根岸重治と井嶋一友以外の7人の裁判官が5割を上回る罷免要求率となった。
長年にわたって組織的罷免運動をしていた日本共産党は1996年の国民審査を最後に組織的罷免運動から撤退している。

## 国民審査の結果
| 裁判官   | 罷免を可とする票 | 罷免を可としない票 | 罷免を可とする率 |
| -------- | ---------------- | ------------------ | ---------------- |
| 福田 博  | 4,959,138        | 48,523,812         | 9.27%            |
| 藤井正雄 | 4,863,462        | 48,622,534         | 9.09%            |
| 尾崎行信 | 4,701,936        | 48,784,098         | 8.79%            |
| 遠藤光男 | 4,632,582        | 48,853,475         | 8.66%            |
| 千種秀夫 | 4,975,110        | 48,510,969         | 9.30%            |
| 河合伸一 | 4,481,784        | 49,004,342         | 8.38%            |
| 高橋久子 | 4,630,273        | 48,855,802         | 8.66%            |
| 根岸重治 | 4,761,418        | 48,724,757         | 8.90%            |
| 井嶋一友 | 4,712,238        | 48,774,055         | 8.81%            |

## 最高裁判決における裁判官の意見
1996年10月20日までの最高裁判決・最高裁決定における意見（意見が分かれたものに限定）。
| 判決日        | 裁判                               | 福田博        | 藤井正雄 | 尾崎行信      | 遠藤光男      | 千種秀夫 | 河合伸一      | 高橋久子      | 根岸重治 | 井嶋一友 |
| ------------- | ---------------------------------- | ------------- | -------- | ------------- | ------------- | -------- | ------------- | ------------- | -------- | -------- |
| 1995年6月8日  | 1993年衆院選の一票の格差（2.82倍） |               |          |               | 違憲 選挙有効 |          | 違憲 選挙有効 |               |          |          |
| 1995年7月5日  | 婚外子相続差別訴訟の憲法判断       |               |          | 違憲          | 違憲          |          | 合憲          | 違憲          | 合憲     |          |
| 1996年9月11日 | 1992年参院選の一票の格差（6.59倍） | 違憲 選挙有効 | 違憲状態 | 違憲 選挙有効 | 違憲 選挙有効 | 違憲状態 | 違憲 選挙有効 | 違憲 選挙有効 | 違憲状態 | 違憲状態 |